# Zorjan Sjkirjak
Zorjan Nestorovytj Sjkirjak (ukrainska: Зорян Несторович Шкіряк), född 14 november 1970 i Uzjhorod, Ukrainska SSR, Sovjetunionen, är en ukrainsk politiker. Han kandiderade i presidentvalet 2014.
Sjkirjak är sedan grundandet 2009 ordförande för tankesmedjan Novyj Kyjiv (Новий Київ, "Nya Kiev") och har suttit som ledamot i Kievs stadsfullmäktige. Under Euromajdan var han en aktiv deltagare. Sjkirjak är även styrelseledamot av den ukrainska fackföreningen "Majdan".
I 2014 års presidentval fick Sjkirjak drygt 5 000 röster, vilket motsvarade 0,02 procent av rösterna.